# USS LST-359
O USS LST-359 foi um navio de guerra norte-americano da classe LST que operou durante a Segunda Guerra Mundial.